# Бајелса
Бајелса је једна од савезних држава Нигерије. Налази се на југу земље у појасу Делте Нигера, а главни град државе је град Јенагоа. 
Држава Бајелса је формирана 1996. године. Заузима површину од 21.110 km² и има 1.998.349 становника (подаци из 2005). 